# Jutrzkowice
Jutrzkowice – część miasta Pabianice w województwie łódzkim, w powiecie pabianickim, do końca 1949 samodzielna wieś. Leży na południu miasta, wzdłuż ulicy Jutrzkowickiej.

## Historia
Dawniej samodzielna wieś. Od 1867 w gminie Widzew w powiecie łaskim. Pod koniec XIX wieku Jutrzkowice liczyły 328 mieszkańców. W okresie międzywojennym należały do woj. łódzkiego. 1 października 1921 część wsi o nazwie Jutrzkowice Poduchowne włączono do Pabianic. W 1921 roku liczba mieszkańców wynosiła 731. 2 października 1933 utworzono gromadę Jutrzkowice w granicach gminy Widzew, składającą się z samej wsi Jutrzkowice. Podczas II wojny światowej włączone do III Rzeszy.
Po wojnie Jutrzkowice powróciły do powiatu łaskiego w woj. łódzkim jako jedna z gromad gminy Widzew. 
1 stycznia 1950 Jutrzkowice włączono do Pabianic.